# Grad Lanšprež (stari grad)
Grad Lanšprež (stari grad) (nemško Landspreis) je stal na vrhu grebena nad naseljem Gradišče pri Trebnjem. Grad zgrajen sredi 13. stoletja je bil prepuščen v ruševine v zadnji četrtini 16. stoletja, ko je bil nekoliko stran blizu vasi Gomila sezidan nov grad. Sedaj o gradu pričajo le še skromne razvaline. Vidni so obrambni jarek in ruševine temeljnih zidov.

## Zgodovina
Grad Lanšprež se prvič omenja v listinah posredno leta 1260, ko vitez Gall in Marina, hčerka Friderika iz Lanšpreža (Landspreis), skleneta ženitni sporazum. Grad je bil izvorni grad vitezov Lanšprežkih, deželnoknežjih ministerialov, spanheimskih vitezov. Leta 1261 je poznan le Ulrik z Lanšpreža, generacijo starejšega Friderika se ne omenja. Sorodstvo gospodov Lanšpreških z bavarskimi Galli omenja Kos. Ulrik pl. z Lanšpreža (von Landspreis) se pojavlja še leta 1284, kot darovalec posesti   samostanu Stična. Zadnji lanšprežki vitez Boltežar je umrl leta 1311 v viteškem turnirju v Kranju, ko ga je ubil vitez Leopold iz gradu Kamen. Lanšpreške viteze so do leta 1335 nasledili vitezi Scharffenbergi s Svibnega, in ga imeli kot alod. Jurij Svibenski je leta 1366 zastavil polovico gospostva Ulriku s Turna in jo 1367 prodal Celjskim grofom. Pet let kasneje pa je njegov brat Viljem Svibenski posest prejel od Celjskih nazaj v fevd. Leta 1456, po izumrtju Celjskih je postal deželnoknežji. grad in Harsburžani so ga dali v fevd gospodom Gallenbergom, za njimi   pa ga dobijo v fevd vitezi Durrerji. V 16. stoletju je bil najprej lastnik gradu Krištof pl. Gusič, ki ga je leta 1572 zamenjal z baronom Janezom Turjaškim in okoli leta 1581 Janez pl. Gallenberg, ki je odročni stari grad opustil in nad potokom Lanšpreščico, blizu vasi Gomila zgradil nov grad. Gospostvo z novim gradom in opuščenim strarim je leta 1592 prodal baronu Janezu Khislu.